# Stephen Bekassy
Istvan Bekassy (hongrois : Békássy István), né le 10 février 1907 à Nyíregyháza (alors Autriche-Hongrie), mort le 30 octobre 1995 à Budapest (Hongrie), est un acteur américain d'origine hongroise, connu comme Stephen Bekassy.

## Biographie
Il débute dans son pays natal au théâtre et au cinéma, contribuant à cinq films hongrois sortis entre 1930 et 1937. La Seconde Guerre mondiale le conduit à émigrer vers 1940 aux États-Unis, dont il obtient la citoyenneté.
Dans son pays d'adoption, désormais sous le nom de Stephen Bekassy, il apparaît dans vingt-et-un films américains, depuis La Chanson du souvenir de Charles Vidor (1945, avec Merle Oberon et Cornel Wilde) jusqu'à Les Quatre Cavaliers de l'Apocalypse de Vincente Minnelli (1962, avec Glenn Ford et Ingrid Thulin).
Entretemps, mentionnons Dix de la légion de Willis Goldbeck (1951, avec Burt Lancaster et Gilbert Roland) et Le Démon des eaux troubles de Samuel Fuller (1954, avec Richard Widmark et Bella Darvi).
À la télévision américaine, il se produit dans cinquante-deux séries entre 1952 et 1964, dont Perry Mason (deux épisodes, 1958-1959), Bat Masterson (deux épisodes, 1959-1960) et Aventures dans les îles (deux épisodes, 1960-1961).
En outre, Stephen Bekassy joue une fois à Broadway (New York) dans la pièce The Whole World Over de Constantin Simonov (1947, avec Joseph Buloff et Elisabeth Neumann-Viertel).
Après son retrait de l'écran, il regagne son pays natal et meurt à 88 ans en 1995, à Budapest où il est enterré (au cimetière national de Fiumei út).

## Filmographie partielle

### Cinéma
(sélection de films américains)
- 1945 : La Chanson du souvenir (A Song to Remember) de Charles Vidor : Franz Liszt
- 1948 : Arc de triomphe (Arch of Triumph) de Lewis Milestone : Alex
- 1949 : Cagliostro (Black Magic) de Gregory Ratoff : Vicomte de Montagne
- 1951 : Dix de la légion (Ten Tall Men) de Willis Goldbeck : Lieutenant Kruger
- 1952 : Le Trappeur des grands lacs (The Pathfinder) de Sidney Salkow : Colonel Brasseau
- 1953 : Toutes voiles sur Java (Fair Wind to Java) de Joseph Kane : Lieutenant
- 1954 : Le Démon des eaux troubles (Hell and High Water) de Samuel Fuller : Neuman
- 1955 : Le Cercle infernal (The Racers) d'Henry Hathaway : un commissaire de course
- 1955 : Mélodie interrompue (Interrupted Melody) de Curtis Bernhardt : Comte Claude des Vignaux
- 1955 : Le Cavalier au masque (The Purple Mask) de H. Bruce Humberstone : Baron de Morlève
- 1956 : Serenade d'Anthony Mann : Russell Hanson
- 1958 : Lueur dans la forêt (The Light in the Forest) d'Herschel Daugherty : Colonel Henry Bouquet
- 1958 : Le Bal des maudits (The Young Lions) d'Edward Dmytryk : un major allemand
- 1960 : Le Voyageur de l'espace (Beyond the Time Barrier) d'Edgar G. Ulmer : Général Karl Kruse
- 1960 : Pepe de George Sidney : un bijoutier
- 1962 : Les Quatre Cavaliers de l'Apocalypse (The Four Horsemen of the Apocalypse) de Vincente Minnelli : Colonel Kleinsdorf

(sélection de films hongrois)
- 1930 : Kacagó asszony de Tibor  Hegedüs

### Télévision
(séries américaines)
- 1955 : Les Aventures de Superman (The Adventures of Superman), saison 3, épisode 13 King for a Day de George Blair : Colonel Gubeck
- 1957 : Maverick, saison 1, épisode 8 Hostage! de Richard L. Bare : Henri Devereaux
- 1959 : Alfred Hitchcock présente (Alfred Hitchcock Presents), saison 4, épisode 20 The Diamond Necklace d'Herschel Daugherty : Dr Anton Rudell
- 1958-1959 : Perry Mason
  - Saison 2, épisode 9 The Case of the Purple Woman (1958) de Gerd Oswald : Laslo Kovac
  - Saison 3, épisode 8 The Case of the Bartered Bikini (1959) d'Arthur Hiller : Rick Stassi
- 1959-1960 : Bat Masterson
  - Saison 1, épisode 27 A Matter of Honor (1959) de Walter Doniger : Anton von Landi
  - Saison 2, épisode 16 Flume to the Mother Lode (1960) de Walter Doniger : Emile Barole
- 1960 : One Step Beyond, saison 2, épisode 24 Le Masque (The Mask : Dr Beauvais) de John Newland et épisode 30 L'Histoire de Peter Hurkos, 1re partie (The Peter Hurkos Story, Part I : John Rheinwols) de John Newland
- 1960-1961 : Aventures dans les îles (Adventures in Paradise)
  - Saison 1, épisode 16 Les Rapaces (Walk Through the Night, 1960) de Paul Stanley : Reuter
  - Saison 3, épisode 2 Héros malgré lui (The Reluctant Hero, 1961) de Norman Foster : Germaine
- 1961 : Échec et mat (Checkmate), saison 1, épisode 23 The Gift : Emil Micolas
- 1961 : Hong Kong, saison unique, épisode 26 The Runaway d'Arthur Hiller : le consul
- 1961 : Ombres sur le soleil (Follow the Sun), saison unique, épisode 1 A Rage for Justice : Nagy
- 1962 : L'Homme à la carabine (The Rifleman), saison 4, épisode 15 The Princess de Robert Butler : M. Brissard

## Théâtre à Broadway (intégrale)
- 1947 : The Whole World Over de Constantin Simonov, adaptation de Thelma Schnee : Dmitri Savelev